# 6 січня
6 січня — 6-й день року в григоріанському календарі. До кінця року залишається 359 днів (360 днів — у високосні роки).

## Свята і пам'ятні дні

### Національні
- Україна: Водохреще.
- Андорра[1],  Ватикан[2],  Гаїті[3],  Греція[4],  Домініканська Республіка[5],  Італія[6],  Кіпр[7],  Колумбія[8],  Ліхтенштейн[9],  Словаччина[10],  Швеція[11],  Фінляндія[12]: Богоявлення.
- Іспанія[13],  Польща[14],  Хорватія[12]: Свято трьох королів[ru].
- Білорусь,  Боснія і Герцеговина,  Грузія,  Еритрея,  Ефіопія,  Єгипет,  Казахстан,  Киргизстан,  Косово,  Молдова,  Північна Македонія,  Росія,  Сербія,  Чорногорія: Святий Вечір.
- Вірменія: Різдво Христове та Богоявлення (Хрещення Господнє)[15][16].
- Ірландія: Маленьке Різдво.
- Ісландія: Йоль.
- Італія: Бефана.

### Релігійні

#### Західне християнство
- Богоявлення;
- Пам'ять святого Андре Бессетта[en].

#### Східне християнство
- Богоявлення, Хрещення Господнє[17];
- Різдво Христове, Богоявлення, Хрещення Господнє (Вірменська церква).

## Іменини
✝  Католицькі: Андре.

## Події
- 1579 — укладена Арраська унія, початок процесу об'єднання Нідерландів.
- 1681 — перший опис матчу з боксу, що відбувся у Королівстві Англія між дворецьким і м'ясником герцога Альбемарльського.
- 1709 — полки Карла ХІІ та Івана Мазепи почали штурм Веприка.
- 1838 — у місті Моррістаун (штат Нью-Джерсі, США) в майстернях чавуноливарного заводу Спідуелла Альфред Вейл і Семюел Морзе продемонстрували свій перший телеграф
- 1846 — в Переяславі у маєтку свого друга Андрія Козачковського Тарас Шевченко написав свій знаменитий «Заповіт».
- 1870 — відкриття Віденської філармонії.
- 1912 — Альфред Вегенер представив дрифтову гіпотезу.
- 1919 — нота-відповідь Раднаркому Росії на ноту уряду УНР з приводу військової агресії Радянської Росії проти УНР: «Радянська Росія не воює проти УНР, і російських військ (Червоної армії) в Україні немає».
- 1928 — річка Темза, що вийшла з берегів, затопила деякі райони Лондона. 14 осіб загинули, водою були залиті підвали у Вестмінстері, рів Тауер, у галереї Тейт були пошкоджені 12 картин. Лондон залишився без телефонного зв'язку.
- 1928 — вперше в історії багатонаціональних держав Європи у Польщі сформовано виборчий блок національних меншин — представники українських, білоруських, німецьких та єврейських національних партій.
- 1929 — у Королівстві Сербів, Хорватів і Словенців встановлено диктатуру Олександра I Карагеоргієвича
- 1939 — німецькі фізики Отто Ган і Фріц Штрассман повідомили про відкриття способу ділення ядер урану під дією нейтронів. Це був перший крок до практичного використання ядерної енергії.
- 1962 — засноване Міжнародне гляціологічне товариство
- 1975 — на американському телеканалі NBC вперше вийшла в ефір гра «Wheel of Fortune», відома як «Поле чудес».
- 1978 — Уряд Сполучених Штатів повернув Угорщині одну з її реліквій — корону святого Іштвана, яка зберігалася в США з часів ІІ Світової Війни.
- 1992 — Республіка Бурунді і Республіка Джибуті визнали відновлення незалежності України.
- 1992 — Україна відновила  дипломатичні відносини з Аргентиною.
- 1993 — в Сімферополі ухвалено пакет документів про вступ до Організації непредставлених в ООН народів та націй[18].
- 1994 — у Детройті американська фігуристка Ненсі Керріган під час тренування на льоду зазнала атаки охоронця своєї суперниці Тоні Хардінг.
- 2015 — Литва зупинила на своїй території мовлення російських державних телеканалів РТР Планета, РенТВ та НТВ-Мир — за перекручення інформації про події в Україні.
- 2019 — Православна церква України отримала томос про автокефалію.
- 2021 — захоплення Капітолія США прихильниками Дональда Трампа, що програв президентські вибори, та теорії змови QAnon.

## Народились
Дивись також Категорія:Народились 6 січня
- 1412 — Жанна д'Арк, національна героїня Франції, католицька свята (спалена англійцями в Руані як єретичка).
- 1486 — Мартин Агрікола, німецький композитор.
- 1596 — Богдан Хмельницький, український гетьман, очолив Національно-визвольну війну 1648–1657 рр. (Хмельниччину)
- 1655 — Якоб Бернуллі, швейцарський математик. Вивів і проінтегрував диференціальне рівняння, впровадив термін «інтеграл».
- 1745 — Жак-Етьєнн Монгольф'є, архітектор, молодший з двох братів Монгольф'є, винахідників «монгольф'єрів»; 1783 року брати Монгольф'є піднялися в повітря на повітряній кулі, наповненій гарячим повітрям.
- 1822 — Генріх Шліман, німецький археолог, керівник розкопок у Трої, Мікенах, Коринфі (†1890).
- 1832 — Гюстав Доре, французький художник.
- 1834 — Степан Руданський, український поет.
- 1850 — Ксавер Шарвенка, німецький композитор, піаніст і педагог польсько-чеського походження. Брат композитора та педагога Пилипа Шарвенка і дядько композитора та органіста Вальтера Шарвенка.
- 1868 — Вітторіо Монті, італійський скрипаль і композитор, автор знаменитого «Чардашу».
- 1872 — Олександр Скрябін, російський композитор.
- 1886 — Олекса Алмазов (Алмазів), український військовий і громадський діяч, генерал-хорунжий Армії УНР.
- 1893 — Михайло Геловані, грузинський актор, режисер.
- 1898 — Володимир Сосюра, український поет, один з найяскравіших ліриків в українській літературі.
- 1905 — Ерік Френк Расселл, англійський письменник-фантаст.
- 1906 — Лев Долинський, український мистецтвознавець.
- 1926 — Кім Де Чжун, президент Республіки Корея (1997—2003), лауреат Нобелівської премії миру.
- 1938 — Василь Стус, український поет, правозахисник, дисидент, Герой України, лавреат Національної премії ім. Т. Шевченка.
- 1938 — Адріано Челентано, італійський актор, співак.
- 1938 — Лариса Шепітько, український радянський кінорежисер, сценарист, автор стрічки «Сходження».
- 1939 — Валерій Лобановський, український футболіст і тренер (†2002).
- 1944 — Вен Маккой, американський вокаліст, піаніст, композитор, продюсер.
- 1946 — Сід Барретт, англійський співак, композитор, гітарист, учасник гурту «Pink Floyd».
- 1953 — Малколм Янг, гітарист гурту «AC/DC».
- 1955 — Ровен Аткінсон, британський актор-комік («Містер Бін»).
- 1963 — Рустем Чийгоз, політик, заступник міністра економіки Криму, заступник голови Бахчисарайської районної держадміністрації[18].
- 1964 — Марк О'Тулл, бас-гітарист гурту «Frankie Goes To Hollywood».
- 1972 — Олександр Головко, український футболіст, захисник збірної України та клубів «Таврія», «Динамо» (К), дев'ятиразовий чемпіон України, п'ятиразовий володар Кубка України, півфіналіст Ліги чемпіонів 1999 року. Єдиний футболіст, який ставав чемпіоном незалежної України з двома різними клубами («Таврією» і «Динамо»).
- 1993 — Олег Довгий, офіцер Збройних Сил України, учасник російсько-української війни. Герой України.

## Померли
Дивись також Категорія:Померли 6 січня
- 1803 — Іполит Богданович, поет, видавець, перекладач. Випускник Києво-Могилянської академії.
- 1829 — Йосиф Добровський, засновник наукової славістики.
- 1831 — Рудольф Крейцер, французький скрипаль-віртуоз, композитор, диригент та педагог, якому Людвіг ван Бетховен присвятив свою славнозвісну сонату № 9, відому як Крейцерова соната, проте Крейцер її ніколи не виконував.
- 1852 — Луї Брайль, французький тифлопедагог, розробив рельєфно-крапковий шрифт для сліпих, що використовується і дотепер.
- 1884 — Грегор Мендель, католицький священник і моравський біолог та ботанік, засновник сучасної генетики.
- 1918 — Георг Кантор, німецький математик, основоположник теорії множин, що стала наріжним каменем в математиці.
- 1919 — Теодор Рузвельт, американський політичний і державний діяч, президент США (1901—1909), лауреат Нобелівської премії миру.
- 1920 — Левко Симиренко, український селекціонер, помолог.
- 1945 — Володимир Вернадський, визначний український та радянський філософ, природознавець, засновник геохімії, біогеохімії та радіогеології, вчення про ноосферу.
- 1949 — Віктор Флемінг, американський кінорежисер, оператор. Лауреат премії «Оскар».
- 1957 — Амвросій Бучма, український актор і режисер.
- 1968 — Василь Єрмилов, український художник-авангардист.
- 1974 — Хосе Давид Альфаро Сікейрос, мексиканський художник-монументаліст.
- 1982 — Василь Ємець, український бандурист.
- 1993 
  - Рудольф Нурєєв, радянський і британський артист балету, балетмейстер, що 1961 році відмовився повернутися в СРСР з гастролей у Парижі, ставши «неповерненцем».
  - Діззі Гіллеспі, американський джазовий трубач, співак, керівник ансамблів та оркестрів і композитор.
- 1999 — Мішель Петруччіані, французький джазовий піаніст і композитор.
- 2009 — Рон Ештон, гітарист гурту «The Stooges», що вважається одною з родоначальниць панк-музики.
- 2011 — Оган Дурян, вірменський диригент і композитор.